# Jonathan Aube
Jonathan Ray Aube (Berlin (New Hampshire), 21 juni 1969) is een Amerikaans acteur, filmregisseur, scenarioschrijver, filmproducent en cameraman.

## Biografie
Aube was al in zijn jeugd gecharmeerd van het theater en dankzij de steun van zijn familie en zijn liefde voor Walt Disney ging hij een studie in kunst volgen op de Universiteit van Vermont. Hierna werd hij geaccepteerd aan de Walt Disney College in Florida, waar hij zijn beste tijd beleefde in amusement. Toen hij hiermee klaar was ging hij naar het westen van Amerika en stopte in Tempe Arizona en ging daar acteerlessen volgen en ging acteren in televisiecommercials, hij verhuisde een aantal jaren later naar Los Angeles om zich te concentreren op acteren in televisiefilms en televisieseries. 
Aube begon in 1997 met acteren voor televisie in de film The Triggerman. Hierna heeft hij nog meerdere rollen gespeeld in televisiefilms en televisieseries, het meest bekend is hij met zijn werk als acteur in de Tonight Show met Jay Leno in 28 afleveringen (1997-2005). Hiernaast heeft hij ook gewerkt als gastheer voor televisieshows, in televisiecommercials en als model voor omslagen van gezondheids- en fitnesstijdschriften. Ook is hij actief in het theater door heel het land.
Aube heeft als filmregisseur, scenarioschrijver, filmproducent, filmeditor en cameraman in 2010 de televisiefilm Pocket Dial gemaakt.

## Filmografie[5]

### Films
Uitgezonderd korte films.
- 2013 Unwelcome Strangers - als Martin
- 2012 Adam & Abby - als Stogie
- 2011 Harley's Hill – als Mike
- 2010 Text – als de pratende man
- 2010 The Devil Within – als mr. Quinn
- 2010 Chihuahua: The Movie – als Jordan
- 2009 The Gold Retreivers – als David
- 2006 Undentified – als Keith
- 2005 Venus on the Halfshell – als Hendrix O'Hara
- 2002 Just Can't Get Enough – als Chad
- 2002 Ocean Park – als Rick Thorne
- 1999 Soft Toilet Seats – als Joey Carpini
- 1997 Fallen Angel – als Tito
- 1997 The Triggerman – als Dexter

### Televisieseries
Uitgezonderd eenmalige gastrollen.
- 1997 – 2005 The Tonight Show with Jay Leno – als diverse karakters – 28 afl.

## Theaterwerk
- The Ruffian on the Stair - als Mike
- Beyond Therapy - als Stewart
- Walt Disney WorldInternship – als lid van cast
- Peter Pan – als John
- Alice in Wonderland – als konijn